# Benedetto Accolti
Benedetto Accolti (Arezzo, 1415 — Florença, 26 de setembro de 1464) foi um jurisconsulto, humanista e historiador italiano.

## Biografia
Accolti nasceu em Arezzo, Toscana, de uma família proeminente. Vários membros dessa família tiveram destaque no campo do Direito.
Foi por algum tempo professor de Direito na Universidade de Florença, e após a demissão do renomado humanista Poggio Bracciolini da chancelaria florentina por incompetência, em 1456, e de um interregno de dois anos, Accolti tornou-se Chanceler da República de Florença, em 1458.
A memória de Accolti era prodigiosa. Tendo, um dia, ouvido um discurso do embaixador do rei da Hungria para o governo de Florença, passou a repeti-lo, palavra por palavra.
Accolti escreveu em latim a história da Primeira Cruzada, intitulada De Bello a Christianis contra Barbaros gesto pro Christi Sepulchro et Judaea recuperandis libri IV (1464), ou "Sobre a guerra exercida pelos cristãos contra os bárbaros, pela recuperação do Sepulcro de Cristo, e da Judeia", que é dito ter servido de base histórica para o trabalho de Torquato Tasso, em "Jerusalém Libertada". Outra obra de Accolti, um "Diálogo" (1461-63), foi publicado em Parma em 1689; neste trabalho o autor compara as conquistas dos modernos com a dos antigos, a fim de provar que os primeiros são, em nenhum aspecto inferiores aos últimos. As duas obras foram dedicadas a membros da família Médici, o "Diálogo" para Cosimo "il vecchio", a história para seu filho Piero.
Francesco, o irmão mais jovem de Accolti, foi também um ilustre jurisconsulto. Seu filho Pietro tornou-se um cardeal, enquanto que outro filho, Bernardo, foi um notável poeta vernacular. Benedetto Accolti, o Jovem, neto do chanceler, também tornou-se cardeal.

## Trabalhos

### Manuscritos
- Consilia, século XVI, Cidade do Vaticano, Biblioteca Apostólica do Vaticano, Fundo Latino Ottoboniano, Ottob. lat. 1726.
- Consilia, século XVI, Florença, Biblioteca Central Nacional, Fundo Landau Finaly, Landau Finaly 98.
- Allegationes et consilia, século XIV-XV, Nápoles, Biblioteca Nacional Vittorio Emanuele III, Fundo Nacional, ms. ID64.